# Mustafa Suphi
Mehmed Mustafa Suphi (prononcé [mu.stɑ.'fɑ sup.'hi:], également retranscrit Mustafa Subhi, né le 4 août 1882 à Giresun et mort le 23 janvier 1921, assassiné près de Trabzon, est un homme politique turc ottoman, premier président du comité central du Parti communiste de Turquie.

## Biographie

### Engagement nationaliste
Mustafa Suphi est né en 1883 à Giresun, dans une province de Trabzon. Fils d'un haut fonctionnaire ottoman, il est scolarisé dans une école à Jérusalem puis continue le collège à Damas. C'est à Erzurum, qu'il est scolarisé pour le lycée. En 1905, il est diplômé de droit à l'université de Constantinople.
Par la suite, il est diplômé de science politique à Paris. Il soutient une thèse sur l'organisation du crédit agricole en Turquie, où il développe une approche nationaliste et s'oppose à la mainmise étrangère sur l'agriculture. Lors de son séjour en France, il est associé au comité Union et Progrès (CUP), à l'association des étudiants ottomans (financée par l'ambassade ottomane) et publie pour le journal gouvernemental Tanin. Contrairement à ce que certains de ses biographes ont prétendu, rien ne permet de prouver que Mustafa Suphi ait été influencé à Paris par les idées socialistes. Rentré à Constantinople à la fin de l'année 1910, il est chargé d'enseignement en droit, en sociologie et en économie dans plusieurs établissements d'enseignement supérieur. À la suite de la guerre italo-turque de 1911, il développe un discours anticolonialiste, mais sans référence à l'Internationale. 
En octobre 1911 il s'éloigne du Comité Union et Progrès après avoir échoué à obtenir le portefeuille de l'économie. La séparation d'avec le CUP est totale à l'été 1912, Mustafa Suphi intègre le Parti constitutionnel national, qui cherche alors à doubler le CUP par sa droite. Le 11 juin 1913, le premier ministre Mahmoud Chevket Pacha est assassiné. Une répression violente est menée dans l'opposition politique, tant chez les socialistes que l'extrême-droite panturque. Après avoir tenté de créer une franc-maçonnerie panturque, concurrente de celle contrôlée par les Jeunes-Turcs, de Sinop il s'exile en Russie.
Il fonde le parti communiste turc à Bakou en septembre 1920 ; Mustafa Kemal le fait prévenir que tout changement social en Turquie devra être décidé par son gouvernement. Suphi, souhaitant rentrer d'exil, et accompagné de sa femme et de dix-sept de ses partisans, décide d'accompagner des officiels soviétiques en route vers la future capitale Ankara. À Kars, ils rencontrent, voyageant dans la direction opposée, Kâzım Karabekir, commandant en chef du front oriental, et Ali Fuat Cebesoy, qui part prendre ses fonctions d'ambassadeur de Turquie à Moscou. Suphi, inquiet des heurts qui pourraient se produire avec les nationalistes s'il atteint Erzurum, repousse toutefois la suggestion faite par Karabekir de retourner à Bakou. Arrivés à Erzurum, ils sont repoussés par le gouverneur de la ville sur Trabzon, d'où le gouverneur espère les rembarquer de force pour l'URSS ; Mustafa Kemal est tenu au courant des déplacements de Suphi et de ses compagnons.
Attendu par des sympathisants et le consul soviétique de Trabzon, le groupe de Suphi manque leur réception en se rendant par une autre route vers le port. Là, ils font connaissance d'un truand unioniste, Yahya, représentant le syndicat des nautoniers qui contrôle les embarquements. Ils se mettent d'accord pour que le groupe de Suphi puisse être transporté dans une première embarcation motorisée, Yahya et ses hommes, armés, faisant route de conserve dans une seconde. Suphi pense que le trajet doit les amener à İnebolu, pour les débarquer sur la route d'Ankara. Mais les embarcations semblent faire route vers l'est, en direction de l'URSS. Les communistes réclament avec véhémence un changement de cap ; de façon préméditée ou dans la chaleur de la dispute, Yahya et ses hommes font passer par dessus bord leurs passagers. Il n'est pas certain qu'ils aient fait feu sur leurs victimes, mais un seul bateau revient à Trabzon le lendemain, transportant uniquement Yahya et ses complices.
Le meurtre a sans doute été organisé par Ismail Enver, chef des unionistes, mais il est possible que Mustafa Kemal y ait également été mêlé. En tout état de cause, lorsque Kemal empêche Enver, parti guerroyer contre l'armée rouge, de revenir se réfugier en Turquie (via Trabzon) à l'été 1922, les autorités militaires de Trabzon font fusiller Yahya, chef autoproclamé d'un « gouvernement portuaire » mettant en coupe réglée la ville.